# Ironmacannie Mill

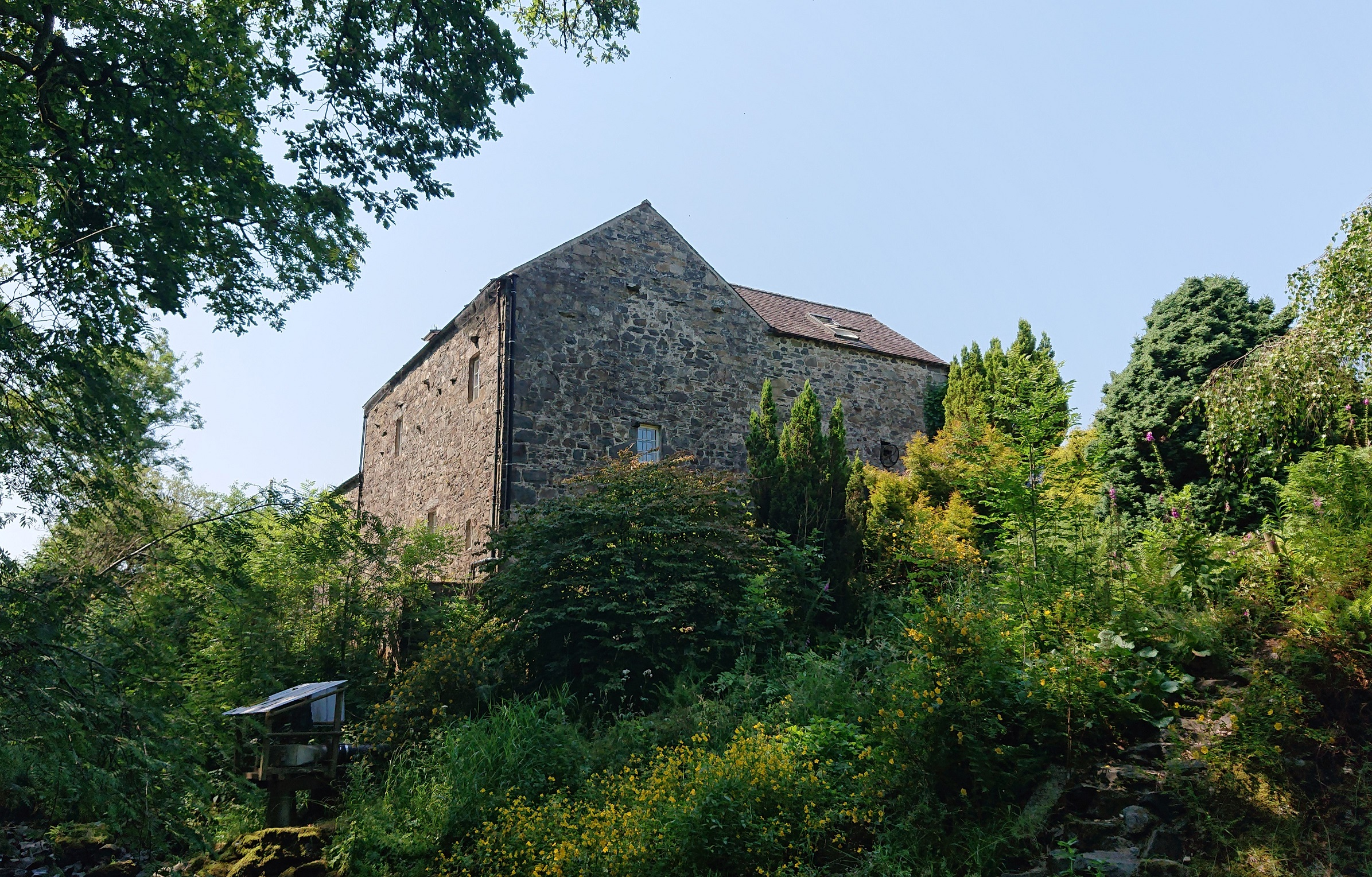
Ironmacannie Mill

Die Ironmacannie Mill ist eine ehemalige Wassermühle nahe der schottischen Ortschaft Balmaclellan in der Council Area Dumfries and Galloway. 1971 wurde das Bauwerk in die schottischen Denkmallisten in der höchsten Denkmalkategorie A aufgenommen.

## Beschreibung
Die Mühle liegt isoliert in einer dünnbesiedelten Region rund vier Kilometer südlich von Balmaclellan an dem Bach Shirmer’s Burn, der westlich in den Loch Ken einmündet. Das schlichte, dreistöckige Gebäude mit L-förmigem Grundriss stammt ursprünglich aus dem späten 18. Jahrhundert. Die heute erhaltenen Gebäudeteile wurden jedoch im Wesentlichen im 19. Jahrhundert errichtet. Das bis zu 60 cm mächtige Mauerwerk besteht aus Bruchstein. An der Westseite ist eine zweistöckige Darre angeschlossen.
Nordöstlich der Mühle wurde ein Mühlenbach aus dem Shirmer’s Burn abgeleitet und oberhalb aufgestaut. Eine Schleuse regulierte den Strom auf das oberschlächtige Wasserrad. Bei diesem handelt es sich um ein achtspeichiges Eisenrad mit einem Durchmesser von 3,91 m bei einer Breite von 1,2 m. Die Schaufeln bestehen aus Holz. Die innenliegende Maschinerie mit Antriebssträngen für drei Mahlsteinpaare ist weitgehend erhalten.
Ein kleineres, eisernes Wasserrad mit einem Durchmesser von 1,2 m bei einer Breite von 39 cm ist an der Darre installiert. Es wurde durch eine Rohrleitung gespeist, die aus dem Mühlbach abgezweigt wurde. Es diente dem Betrieb eines Ventilators zum Anfachen des Darrofens. Wie auch die Mühle sind die Einrichtungen der Darre bis heute weitgehend erhalten. Neben dem segmentbögigen Darrofen mit seiner doppelflügligen Stahltüre gehören hierzu ein Schütttrichter zur Sackbefüllung sowie eine hölzerne Rutsche zur Befüllung eines Schütttrichters oberhalb der Mahlsteine in der nebenliegenden Mühle.